# Livovská Huta
Livovská Huta és un poble i municipi d'Eslovàquia. Es troba a la regió de Prešov, al nord del país.

## Història
La primera referència escrita de la vila data del 1773.

## Demografia
| Godina             | 1994 | 2004   | 2014    | 2024    |
| ------------------ | ---- | ------ | ------- | ------- |
| Nombre de persones | 59   | 54     | 45      | 37      |
| Diferència         |      | −8,47% | −16,66% | −17,77% |

| Godina             | 2023 | 2024   |
| ------------------ | ---- | ------ |
| Nombre de persones | 38   | 37     |
| Diferència         |      | −2,63% |